# IT8
IT8 bezeichnet eine Zusammenfassung mehrerer ANSI-Standards zur Farbkontrolle, die 1993 vom IT8 Committee definiert, seit 1994 aber durch das Committee for Graphics Arts Technologies Standards CGATS verwaltet werden. Nach diesen Standards werden heute Scanner, Digitalkameras, Monitore und Drucker kalibriert, um Farbverbindlichkeit gewährleisten zu können.

## Liste der Standards
Die folgende Liste enthält die IT8-Standards:

### IT8.6
- 2002 - Graphic technology - Prepress digital data exchange - Diecutting data (DDES3) -

Dieser Standard spezifiziert ein Format zum Austausch numerischer Kontrolldaten zwischen elektronischen Druckvorstufe-Systemen und Stanzformenbau-Systemen.

### IT8.7/1
- 1993 (R2003) - Graphic technology - Color transmission target for input scanner calibration -

Dieser Standard definiert Layout und kolorimetrische Werte der Test-Targets mit denen Durchsicht-Farbscanner kalibriert werden können.

### IT8.7/2
- 1993 (R2003) - Graphic technology - Color reflection target for input scanner calibration -

Dieser Standard definiert Layout und kolorimetrische Werte der Test-Targets mit denen Aufsicht-Farbscanner kalibriert werden können.

### IT8.7/3
- 1993 (R2003) Graphic technology - Input data for characterization of 4-color process printing -

Dieser Standard spezifiziert Input-Daten, eine Vermessungsprozedur und ein Output-Daten-Format um 4-Farben-Druckprozesse charakterisieren zu können.

## Anwendung - IT8-Target

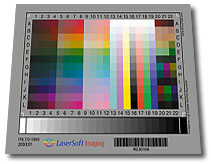
IT8.7/1 Target

Eine verbindliche Farbreproduktion in der Prozesskette (Vorlage - Scanner / Digitalkamera - Bildschirm - Drucker) macht eine Kalibrierung aller beteiligten Geräte erforderlich, da ihre tatsächlichen Farbräume gerätespezifisch von den Referenzfarbräumen abweichen. Eine IT8-Kalibrierung wird mit sogenannten IT8-Targets durchgeführt, deren Gestalt in den IT8-Standards klar definiert ist.
Beispiel:
Für die Scannerkalibrierung sind Vorlagen zu verwenden, die den Standards IT8.7/1 (Durchsicht-Targets) oder IT8.7/2 (Aufsicht-Targets) genügen. Nach diesen Standards enthält ein IT8-Target 24 Graufelder sowie 264 Farbfelder in 22 Spalten:
- Spalte 01 bis 12: Farben des HCL-Modells, die sich in Farbton (Hue), Farbintensität (Chroma) und Helligkeit (Lightness) unterscheiden.
- Spalte 13 bis 16: CMYK-Farben Cyan (Blaugrün), Magenta (Purpur), Yellow (Gelb) und Key (Schwarz) in verschiedenen Helligkeitsstufen.
- Spalte 17 bis 19: RGB-Farben Red (Rot), Green (Grün) und Blue (Blau) in verschiedenen Helligkeitsstufen.
- Spalte 20 bis 22: nicht definiert, die Farbwahl liegt hier beim Hersteller.

Solch ein Target wird nun mit dem Scanner eingelesen und anhand von Referenzwerten wird ein sogenanntes ICC-Profil berechnet. Bei allen nachfolgenden Scan-Vorgängen wird dieses Profil berücksichtigt und sorgt für ein farbgetreues Scan-Ergebnis.